# 10679 Chankaochang
10679 Chankaochang eller 1979 MH6 är en asteroid i huvudbältet som upptäcktes den 25 juni 1979 av de båda amerikanska astronomerna Eleanor F. Helin och Schelte J. Bus vid Siding Spring-observatoriet. Den är uppkallad efter Chan-Kao Chang.
Asteroiden har en diameter på ungefär 7 kilometer och den tillhör asteroidgruppen Eos.